# Farida Jalal
Farida Jalal, född Farida Sami den 18 maj 1949 i New Delhi, är en indisk skådespelare som främst framträtt i hindifilmer. Under en filmkarriär som sträcker sig över nästan femtio år har Halal medverkat i över 200 filmer. Jalal är mest känd för sina karaktärsdrivna roller i oberoende filmer och biroller i vanliga Bollywood-produktioner. Jalal har tilldelats fyra Filmfare Awards och två Bengal Film Journalists Association Awards.